# Boiry-Saint-Martin
 Boiry-Saint-Martin  es una población y comuna francesa, 

## Ubicación
Está situada en la región de Norte-Paso de Calais, departamento de Paso de Calais, en el distrito de Arras y cantón de Beaumetz-lès-Loges.

## Demografía
| 284 | 289 | 289 | 276 | 275 | 281 |
| Para los censos de 1962 a 1999 la población legal corresponde a la población sin duplicidades (Fuente: INSEE [Consultar]) |     |     |     |     |     |